# Оренбурзький Неплюєвський кадетський корпус
Неплюєвський кадетський корпус — навчальний заклад, створений адміністрацією Оренбурзької губернії і названий на честь першого губернатора Івана Івановича Неплюєва.

## Історія корпусу
Неплюєвське військове училище, було відкрито в Оренбурзі 2 січня 1825.
- 1825 — 1844 — Оренбурзьке Неплюєвське військове училище
- 1844 — 1866 — Оренбурзький Неплюєвський кадетський корпус
- 1866 — 1882 — Оренбурзька Неплюєвська військова гімназія
- 1882 — 1919 — Оренбурзький Неплюєвський кадетський корпус
- 5 січня 1919 — закритий.

### Склад корпусу
Корпус складався з європейського та азійського відділень (ескадронів). За штатом приймалось 200 учнів: 70 за державний рахунок і 40 за власний; решту 90 місць надавалось синам офіцерів місцевих козачих військ. 

## Відомі випускники
- Данилевич Микола Казимирович — підполковник Армії УНР
- Захаріїн Василь Аполлінарійович - полковник УГА, командир 5-ї Сокальської бригади УГА
- Кирей Василь Тадейович — генерал-хорунжий Дієвої Армії УНР
- Кирей Іван Тадейович — старшина Дієвої Армії УНР
- Копилов Микола Іванович — полковник Армії УНР
- Макаренко Омелян Іванович — полковник Армії УНР
- Радулович-Топазунович Володимир Митрофанович — полковник Армії УНР
- Рукін Володимир Миколайович — полковник, начальник технічних військ Армії УНР
- Сінклер Володимир Олександрович — генерал-поручник, начальник штабу Армії УНР